# Хуан де Гріхальва
Хуан де Гріхальва (ісп. Juan de Grijalva; близько 1489, Куельяр — 21 січня 1527) — один із перших іспанських конкістадорів. Експедиція Гріхальви, під час якої він відкрив Мексику, описана в книзі Берналя Діаса «Справжня історія завоювання Нової Іспанії».

## Біографія
Народився у Старій Кастилії. Брав участь в експедиції свого дядька Дієго Веласкеса в Америку (в 1508 р. прибув на Еспаньйолу, в 1511 р. на Кубу). Веласкес доручив Гріхальві очолити експедицію, споряджену в квітні 1518 р. з метою зав'язати торговельні відносини з відкритими Франсиско Кордобою землями (Юкатану). В експедиції взяло участь від 170 до 300 осіб, серед них були Франсиско де Монтехо, Педро де Альварадо, Хуан Діас, Алонсо де Авіла, Алонсо Ернандес та інші.
Почавши з Юкатана і йдучи вздовж берега на захід, Гріхальва досяг берегів Мексики, яку назвав ісп. Nueva España (Нова Іспанія). Він відкрив гирло річки Табаско, нижня течія якої часто називається його іменем, а далі, при гирлі Ріо-Бланко, зустрівся з уповноваженими імператора ацтеків, до якого вже дійшли чутки про іспанців, що з'явилися біля берегів Мексики. Гріхальва повівся з ними дуже дружньо, виторгувавши в індіанців багато дорогоцінних каменів і золота, і відправив одного зі своїх супутників для повідомлення Веласкесу про свої відкриття, після чого продовжив шлях.
Від гирла річки Ятаспи, або Ріо-де-Сан-Пауло-і-Педро він повернув назад і прибув після 6-місячного плавання на Кубу. Нова експедиція у відкриту Гріхальвою країну була доручена Ернану Кортесу, до якого таким чином перейшла вся слава відкриттів Гріхальви. Після підкорення Центральної Америки Гріхальва оселився в Нікарагуа і незабаром був убитий під час повстання тубільців.